# Divisió de Keeler

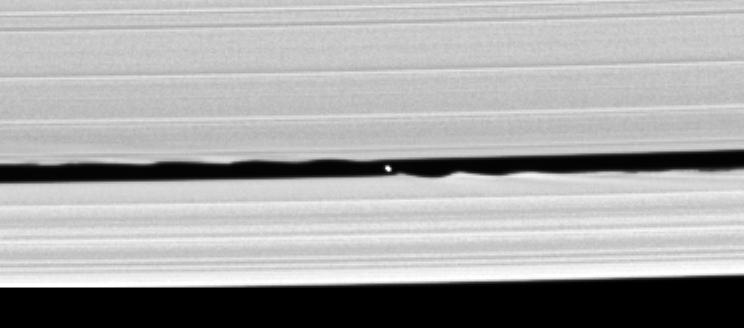
Imatge del satèl·lit S/2005 S'1 obtinguda per la sonda Cassini mostrant les ones induïda en les vores de la divisió Keeler.

La Divisió de Keeler és un buit de 42 quilòmetres d'amplària en l'anell A de Saturn. Està situada aproximadament a 250 quilòmetres de la vora exterior de l'anell A. La divisió rep el nom de l'astrònom James Edward Keeler. Un xicotet satèl·lit pastor descobert l'1 de maig del 2005, i anomenat provisionalment S/2005 S 1, orbita dins d'ell, mentre guarda la divisió.